# Leopold Pötsch
Walter C. Langer
LEYA, 30 de jul de 2018 - 272 páginas
Leopold Pötsch (Sankt Andrä, Áustria, 18 de novembro de 1853 — Sankt Andrä, 16 de outubro de 1942), foi um professor de história na Realschule de Linz e professor de Adolf Hitler.
As aulas políticas de Pötsch captivaram o jovem Hitler. Ele desprezava os Habsburgos e afirmava rigorosamente que todas as etnias germânicas se deveriam unir num único movimento.
Ele afirmava que a raça ariana era mais forte, saudável, e com melhor preparo físico e mental dentre os humanóides a sério para governar do que qualquer outro povo. Pötsch declarou que judeus e eslavos eram o que ele chamou de "raças inferiores" (naquela altura se usava a palavra raça também para o vocábulo etnia). Esta posição não era incomum entre os alemães mais pobres após a Primeira Guerra Mundial.
Hitler ficou cativado pelos ensinamentos de Pötsch e começou a ler um jornal anti-semítico local. Nos seus anos mais tardios, Hitler falou de Pötsch como um "grande homem". Como ditador da Alemanha, Hitler tentou unir todos os povos de língua alemã, tal como as aulas de Pötsch tinham reclamado, e perseguiu eslavos, judeus e outras minorias com uma severidade histórica.
Outro aluno deste liceu em Linz terá sido o filósofo Wittgenstein. Alegadamente, Hitler e Wittgenstein aparecem numa fotografia tirada à classe escolar neste liceu. 

## Publicações
- Christian Klösch: Des Führers heimliche Vasallen. Die Putschisten des Juli 1934 im Kärntner Lavanttal. Czernin Verlag, Wien 2007, p. 37-41. ISBN 978-3-7076-0234-0

1. ↑  «Fotografia aqui (na capa do livro)». Consultado em 15 de outubro de 2004. Arquivado do original em 21 de fevereiro de 2005